# Comercio exterior de Argentina

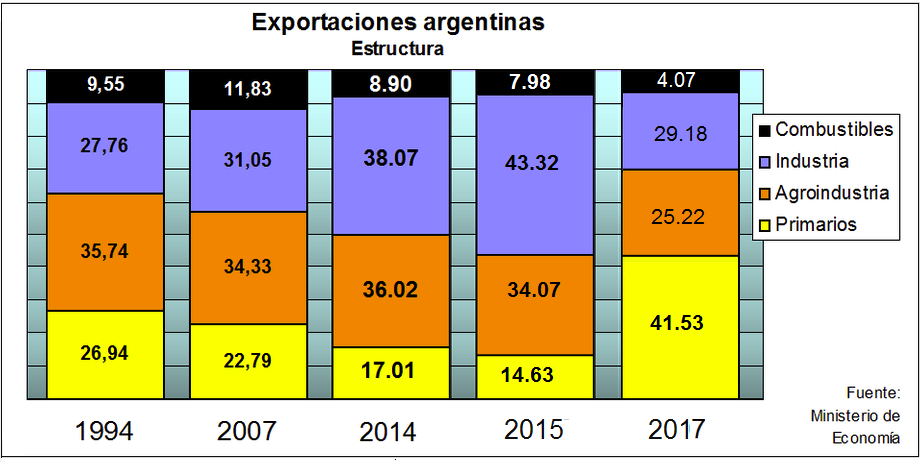
Estructura comparativa de las exportaciones entre 1994 y 2017 (est. abril).

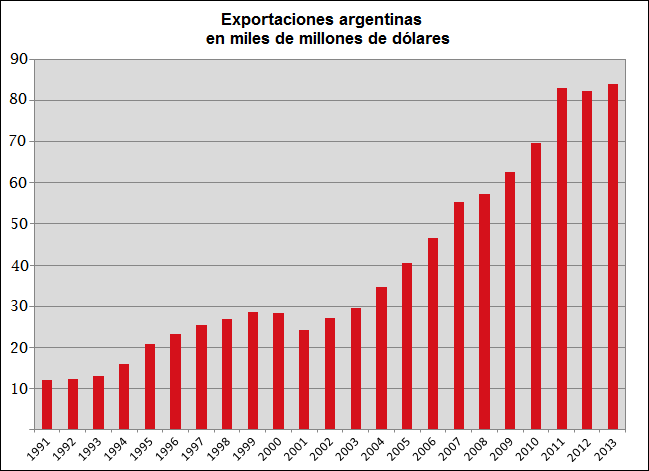
Evolución del valor exportado entre 1991 y 2013.

Las exportaciones de Argentina son tradicionalmente de tipo agrícola. Hacia finales de 2015, alrededor de 100 firmas concentraban el 75% del total de las exportaciones. En ese ranking, de las 25 principales, doce se dedican a granos, oleaginosas y sus derivados; seis son automotrices; dos venden al exterior petróleo y gas; dos son mineras; otro par, siderurgia y aluminio; y una, alimentos. Ocho están vinculadas con bienes industriales de mediano-bajo contenido tecnológico: seis firmas fabrican autos; una, tubos de acero y otra, aluminio. En 2018, las mayores exportaciones correspondieron a subproductos de elaboración del aceite de soja y maíz. El tercer lugar lo ocupó la exportación de vehículos de transporte de menos de 5 toneladas.
Los destinos más importantes son el Mercosur, la Unión Europea y el NAFTA, aunque como resultado de una mayor inserción del país en el mercado mundial se incrementó el intercambio comercial con China, Rusia o la India, entre otros.
En 2020, Argentina fue el 46.º mayor exportador (por exportaciones de mercancías) del mundo (US $ 65 mil millones), 0,3% del total mundial.

## Historia

### La «convertibilidad» (1991-2001)
Hacia el final del segundo mandato de Menem, se puso en evidencia el deterioro sostenido de la situación económica general.  
En mayo de 2000 Argentina obtuvo la calificación de «País libre de aftosa sin vacunación», por haber erradicado en el territorio la fiebre aftosa del ganado. Esta condición permitía la apertura de mercados que solo adquieren carnes de países que hayan alcanzado ese estatus. En agosto del mismo año, luego del ingreso ilegal de animales procedentes de Paraguay, el virus se reintrodujo en Argentina. Como consecuencia de esto Estados Unidos, Chile, Canadá y la Unión Europea suspendieron sus importaciones de carne argentina y poco después, hacia marzo de 2001, se sumaron Suiza, Finlandia, Costa Rica y Singapur.
En diciembre de 2001 se produjo una crisis económica y social durante el gobierno de Fernando De la Rúa que terminó con su renuncia. En enero de 2002, el presidente de transición Eduardo Duhalde concretó la devaluación, terminando con la convertibilidad con el dólar. Esto produjo que las importaciones cayeran y el déficit de comercio se convirtió en un superávit. 
| Indicador                              | 1990    | 1991    | 1992   | 1993   | 1994   | 1995    | 1996   | 1997   | 1998   | 1999    | 2000   |
| -------------------------------------- | ------- | ------- | ------ | ------ | ------ | ------- | ------ | ------ | ------ | ------- | ------ |
| Importación de bienes y servicios      | -0.690  | 75.576  | 66.462 | 13.423 | 26.700 | -11.484 | 19.483 | 30.046 | 9.881  | -15.955 | -2.407 |
| Importación de bienes                  | -24.706 | 104.504 | 76.694 | 13.423 | 26.700 | -11.484 | 19.483 | 29.918 | 9.512  | -15.919 | -2.423 |
| Exportación de bienes y servicios      | 16.833  | -5.105  | 2.105  | 2.385  | 17.375 | 25.559  | 6.395  | 15.133 | 12.705 | -2.148  | 1.867  |
| Exportación de bienes                  | 4.835   | -0.251  | 5.175  | 2.385  | 17.375 | 25.559  | 6.395  | 15.102 | 12.768 | -2.228  | 1.897  |
| Fuente: Fondo Monetario Internacional. |         |         |        |        |        |         |        |        |        |         |        |

### Ciclo Peronista (2002-2015)
Luego de la salida de la convertibilidad, las exportaciones argentinas -tanto agropecuarias como industriales- manifestaron un importante incremento (casi triplicando el valor de 2001 de 26 500 millones de dólares), acompañado por un favorable contexto económico internacional que le permitió llegar a nuevos destinos y sostener una balanza comercial superavitaria. Se produjo, a su vez, un proceso de reeindustrialización que permitió aumentar el valor agregado de lo producido. Las importaciones empezaron el proceso de recuperación en 2003, debido a que el poder de compra de las compañías y las personas aumentaba. Este crecimiento aumentó en el 2004.
Solo entre 2002 y 2006 las exportaciones crecieron cerca del 80%. Las exportaciones totalizaron en 2008 los 70.589 millones de dólares y las importaciones llegaron a 57 413 millones de dólares. El incremento de las exportaciones fue del 27% y el de las importaciones el 28% respecto a las cifras de 2007. El saldo neto de la balanza comercial fue de 13 176 millones de dólares, con un aumento del 19% respecto del año anterior. Hacía el Mercosur se envió el 23% de los embarques y desde donde se adquirieron el 16% de las importaciones. Las exportaciones de la industria cosmética en 2007 duplicaron a las de manzana, y superaron a las de peras. Los productos de belleza sumaron US$ 320 millones, un 115 % de aumento desde 2003.
En el año 2009 las exportaciones llegaron a US$ 56 555, ese mismo año con el objetivo de preservar el superávit comercial se establecieron diferentes medidas, por un lado se implementaron algunas Licencias no Automáticas para productos importados que podían ser producidos en el país, y por otro nuevas regulaciones sanitarias a productos alimenticios a través de la ANMAT. Estas medidas suscitaron quejas ante la OMC.
Para el año 2010 las exportaciones se incrementaron notablemente, trepando a US$ 68 127. A pesar de la crisis internacional, el comercio exterior argentino y en particular las exportaciones siguieron creciendo fuertemente, alcanzando en 2011 un récord de US$ 84 295 millones, incrementándose un 24% en términos interanuales. Mientras que en el año 2010 los bienes primarios se imponían frente a las manufacturas de media y alta tecnología, en 2011 las manufacturas industriales lograron un máximo histórico de participación en las exportaciones.
Como parte del proceso de sustitución de importaciones, las importaciones en el sector bicicletero se redujeron casi a la mitad entre 2011 y 2012, especialmente en la compra de cubiertas y cámaras, llantas, manubrios, masas y piñones. En 2012 se importaron 25.000 bicicletas armadas menos que al año anterior, mientras que también se redujo la compra al exterior de componentes: de 505.000 unidades en 2011 se pasó a 314.000 en 2012. En el sector de motovehiculos la participación de motos argentina, paso 59% en 2009, al 66% de 2011; y al 70% en 2012. En 2012 hubo una sustitución de importaciones en este rubro por $247 millones, y un incremento del las exportaciones por $115 millones. La empresa Tevelam invirtió $12,5 millones en 2012 y otros $10,3 millones en el 2013, para sustituir importaciones y exportar equipos e instrumentos de audio argentinos.
En 2013 Argentina exportó el 21% de maíz y el 9% de las de porotos de soja del total mundial de esos productos. El mismo año la CEPAL informó que Argentina era el país que más exportaba de Latinoamérica: sus exportaciones crecieron 6.7 %, frente al 1.5 % del resto de Latinoamérica.
En 2013 después de más de cuatro décadas el país ha vuelto a exportar material oftálmico, así mismo se ha dado un fuerte impulso a las exportaciones de medicamentos, creciendo un 53% en 2012, además es líder en América Latina en exportación de software, y el tercero en el mundo en exportación de contenidos audiovisuales. A través de la empresa estatal INVAP provee a otros países sistemas para reactores nucleares y tecnología para el sector aeroespacial (especialmente mediante el diseño, construcción y operación de satélites). Además durante el año 2012 la empresa estatal Fábrica Argentina de Aviones y la alemana Grob Aircraft AG firmaron un acuerdo para la producción en Argentina de más de cien aviones militares Pampa de última tecnología de fabricación nacional, que serán exportados a Alemania para el sector de defensa de dicho país.
| Indicador                         | 2001    | 2002    | 2003   | 2004   | 2005   | 2006   | 2007   | 2008   | 2009    | 2010   | 2011   |
| --------------------------------- | ------- | ------- | ------ | ------ | ------ | ------ | ------ | ------ | ------- | ------ | ------ |
| Importación de bienes y servicios | -16.629 | -53.553 | 48.933 | 51.165 | 18.375 | 12.966 | 22.202 | 14.597 | -23.858 | 39.414 | 21.578 |
| Importación de bienes             | -17.167 | -53.202 | 49.778 | 50.389 | 18.463 | 12.825 | 22.306 | 14.166 | -23.579 | 39.714 | 21.380 |
| Exportación de bienes y servicios | 6.132   | 0.238   | 5.016  | 0.003  | 11.550 | 4.559  | 5.960  | -0.951 | -10.783 | 13.702 | 2.292  |
| Exportación de bienes             | 6.236   | 0.035   | 5.168  | -0.078 | 11.555 | 4.501  | 6.026  | -1.030 | -10.748 | 14.073 | 2.125  |

- Fuente: Fondo Monetario Internacional.[28]

### Periodo 2015-2019
Hacia 2016 el trigo y la soja fueron los bienes con mayor expansión, en tanto que plásticos, maquinaria, autos y productos de economías regionales y lácteos marcaron el mayor retroceso. Los principales bienes industriales y los alimentos procesados, registraron una reducción notable de las exportaciones los productos plásticos computó un retroceso del 21 por ciento, sumado al 20 por ciento en marroquinería, 28 por ciento en papel y cartón, 30 en textiles y 50 en calzados. piedra y metales preciosos (-21 por ciento), en metales comunes (-50 por ciento), en máquinas y aparatos eléctricos (-26) y en material de transporte terrestre -36
Los commodities representaron el 29,3 por ciento del total de exportaciones, contra el 28,1 por ciento explicado por productos industriales.En 2015 los bienes primarios sumaban 20,3 por ciento de las exportaciones totales, mientras que los manufactureros representaban 39,8 por ciento. Para mediado de 2016 las exportaciones tuvieron un brusca caída del 13%, por menores cantidades vendidas y menores precios, y afectaron, según el INDEC, a todos los grandes rubros: productos primarios, manufacturas de origen agropecuario, manufacturas de origen industrial y combustibles y energía.
Para 2017, estudios privados pronostican un rojo en el intercambio de bienes entre los 3000 y los 4600 millones (el más alto desde los USD 4900 millones de 1998), debido a un descenso de los precios internacionales de las materias primas, un atraso cambiario que restó competitividad para la producción local y una apertura desmedida a las importaciones.
Considerando el intercambio internacional, tanto de exportaciones como de importaciones, los principales socios comerciales de Argentina en 2018 fueron Brasil, Estados Unidos y China.
En 2019 se acentuó la tendencia hacia la mayor primarización de los bienes exportados, básicamente productos agropecuarios sin ningún grado de elaboración, y una consecuente disminución de bienes manufacturados. En enero de 2019 se verificó un incremento interanual del 12.6% en la exportación de productos primarios y una variación negativa del -24.3% en las manufacturas de origen industrial y -27.4% en combustibles y energía.
Finalizado el 2019, debido a la baja de los precios internacionales de los productos primarios, se verificó una variación del ingreso por exportaciones del -6% respecto del 2018, pese a que los volúmenes exportados se habían incrementado en el 12,7%. La exportaciones de carne fueron la excepción, ya que su precio se incrementó un 13.3%.

#### Importaciones
Los valores presentados en la tabla a continuación están expresados en miles de dólares estadounidenses valor FOB y corresponden a los capítulos de mayor incidencia en la balanza comercial.
| Posiciones | 2012       | 2013       | 2014       | 2015       | 2016       | 2017       |
| --- | ---------- | ---------- | ---------- | ---------- | ---------- | ---------- |
| 85 - máquinas y aparatos, material eléctrico y sus partes; aparatos de grabación o reproducción de sonido, aparatos de grabación o reproducción de imagen y sonido en televisión y las partes y accesorios de esos aparatos | 10 756 289 | 12 026 093 | 9 854 382  | 11 064 884 | 9 417 478  | 5 553 780  |
| 27 - combustibles minerales, aceites minerales y productos de su destilación; materias bituminosas; ceras minerales | 9 797 235  | 12 976 395 | 11 694 379 | 7 700 550  | 6 654 689  | 4 116 505  |
| 87 - vehículos automóviles, tractores, velocípedos y demás vehículos terrestres, sus partes y accesorios | 10 791 472 | 12 717 399 | 7 203 406  | 7 314 631  | 8 648 838  | 6 251 078  |
| 84 - reactores nucleares, calderas, máquinas, aparatos y artefactos mecánicos; partes de estas máquinas o aparatos | 9 676 556  | 10.395.714 | 9 224 442  | 9 407 029  | 7 960 142  | 4 567 238  |
| 39 - plásticos y sus manufacturas | 2 899 480  | 2 842 290  | 2 628 962  | 2 736 106  | 2 308 845  | 1 310 990  |
| 29 - productos químicos orgánicos | 2 582 517  | 2 535 706  | 2 566 454  | 2 406 106  | 2 041 027  | 1 118 995  |
| 30 - productos farmacéuticos | 1 983 131  | 2 061 765  | 2 062 711  | 2 326 337  | 2 093 638  | 1 329 081  |
| 90 - instrumentos y aparatos de óptica, fotografía o cinematografía, de medida, control o precisión; instrumentos y aparatos medicoquirúrgicos; partes y accesorios                                                         | 1 414 760  | 1 443 796  | 1 409 691  | 1 642 590  | 1 424 016  | 847 608    |
| 38 - productos diversos de las industrias químicas | 1 407 112  | 1 484 823  | 1 479 461  | 1 349 802  | 1 238 942  | 625 849    |
| 40 - caucho y sus manufacturas | 1 089 797  | 1 214 438  | 1 009 468  | 899 814    | 843 631    | 513 100    |
| Otros | 14 569 716 | 14 091 474 | 13 626 537 | 13 549 947 | 12 539 937 | 7 477 673  |
| Total | 66 968 070 | 73 789 898 | 62 759 898 | 60 397 801 | 55 171 188 | 33 711 902 |

- Los valores presentados se redondearon por truncamiento.

#### Exportaciones
Los valores presentados en la tabla a continuación están expresados en miles de dólares estadounidenses valor FOB y corresponden a los capítulos de mayor incidencia en la balanza comercial.
| Posiciones | 2012       | 2013       | 2014       | 2015       | 2016       | 2017       |
| --- | ---------- | ---------- | ---------- | ---------- | ---------- | ---------- |
| 27 - combustibles minerales, aceites minerales y productos de su destilación; materias bituminosas; ceras minerales                                                                | 14 115 425 | 13 567 577 | 20 217 413 | 29 822 447 | 26 264 595 | 13 235 969 |
| 23 - residuos y desperdicios de las industrias alimentarias; alimentos preparados para animales                                                                                    | 12 068 874 | 12 578 818 | 13 803 035 | 11 370 243 | 11 728 658 | 5 911 231  |
| 87 - vehículos automóviles, tractores, velocípedos y demás vehículos terrestres, sus partes y accesorios                                                                           | 9 774 947  | 10 180 348 | 8 388 396  | 6 115 015  | 5 177 020  | 2 929 109  |
| 10 - cereales | 10 126 072 | 8 700 068  | 5 511 509  | 5 179 531  | 7 553 057  | 4 068 433  |
| 15 - grasas o aceites animales o vegetales; productos de su desdoblamiento; grasas alimenticias elaboradas; ceras de origen animal o vegetal                                       | 6 067 395  | 5 246 307  | 4 628 195  | 5 012 457  | 5 306 583  | 2 768 634  |
| 12 - semillas y frutos oleaginosos; semillas y frutos diversos; plantas industriales o medicinales; paja y forrajes                                                                | 3 663 411  | 4 783 621  | 4 465 219  | 5 186 327  | 4 143 710  | 2 112 188  |
| 71 - perlas naturales o cultivadas, piedras preciosas o semipreciosas, metales preciosos, chapados de metal precioso (plaque) y manufacturas de estas materias; bisutería; monedas | 3 641 641  | 2 599 460  | 2 913 858  | 5 081 160  | 4 260 415  | 2 387 094  |
| 38 - productos diversos de las industrias químicas | 2 592 354  | 2 021 819  | 2,959045   | 2 361 170  | 2 779 133  | 1 455 630  |
| 26 - minerales metalíferos, escorias y cenizas | 3 642 055  | 3 004 302  | 2 584 438  | 1 605 197  | 1 758 190  | 982 876    |
| 02 - carne y despojos comestibles | 2 023 833  | 2 118 684  | 2 102 676  | 1 629 478  | 1 738 875  | 1 132 763  |
| Otros | 26 132 845 | 25 865 106 | 23 186 555 | 20 335 114 | 20 515 023 | 10 763 145 |
| Total | 93 848 857 | 90 666 115 | 90 760 345 | 93 698 144 | 91 225 264 | 47 747 076 |

- Los valores presentados se redondearon por truncamiento.

#### Saldo de la balanza comercial
El nivel de exportaciones superó al de las importaciones en todo el período 2012-2017.
|               | Unidad                   | 2012       | 2013       | 2014       | 2015       | 2016       | 2017       |
| ------------- | ------------------------ | ---------- | ---------- | ---------- | ---------- | ---------- | ---------- |
| Exportaciones | Miles de USD             | 93 848 857 | 90 666 115 | 90 760 345 | 93 698 144 | 91 225 264 | 47 747 076 |
| Importaciones | Miles de USD             | 66 968 070 | 73 789 898 | 62 759 898 | 60 397 801 | 55 171 188 | 33 711 902 |
| Saldo         | Miles de millones de USD | 26,88      | 16,88      | 28         | 33,3       | 36,05      | 14,03      |

## Mercosur

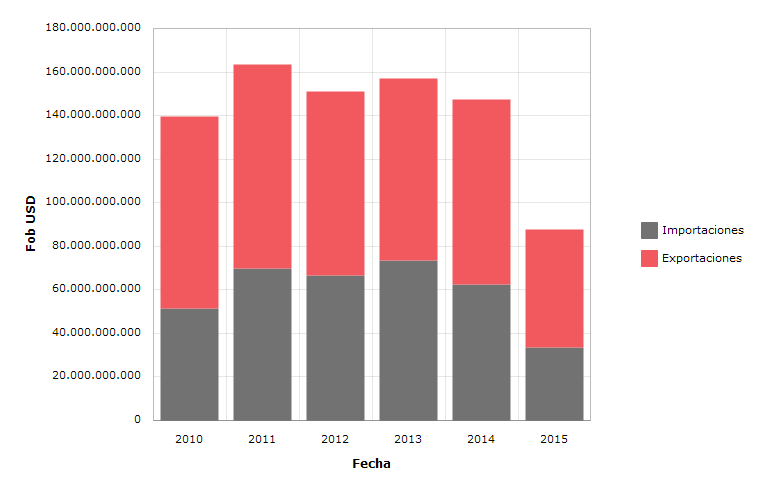
Balanza comercial periodo 2010- hasta julio de 2015. Fuente

El Mercosur, es la unión comercial que incluye a Argentina, Brasil, Paraguay y Uruguay. Entró en efecto el 1 de enero de 1995. Cooperación entre Brasil y Argentina (quienes son competidores históricos) es la llave del proceso de integración del Mercosur, que incluye elementos políticos y militares en adición a la unión comercial. Brasil aporta más del 70% del GDP y Argentina un 27%. El comercio entre miembros del Mercosur aumentó dramáticamente de $4,000 millones en 1991 a más de $23,000 millones en 1998. Más del 90% del comercio entre miembros del Mercosur es libre de impuestos, mientras que la tarifa externa común del grupo (CET) se aplica a la totalidad de productos importados desde el primero de enero de 2006.
El nivel más grande de industrialización de Brasil y su capacidad de producción, así como otras asimetrías económicas, han sido fuente de tensión con Argentina. En años recientes el sector industrial argentino en recuperación ha hecho presión en el gobierno para obtener restricciones (especialmente cuotas) en las regulaciones de Libre comercio, con la finalidad de proteger su crecimiento de lo que ven como una competencia desleal de Brasil. [cita requerida]Sin embargo se sigue avanzando hacia un comercio libre, en 2013 el sector automotor que estaba protegido por diferentes acuerdos fue liberalizado.